# アニメタルレディー
アニメタルレディー（Animetal Lady）は日本のヘヴィメタルバンド。1997年アニメタルのプロデュースによりデビュー。1998年活動停止。2001年再開。アニメタルと同じく曲はすべてアニメのメドレーである。なお、曲目はアニメタルが少年アニメ中心なのに対し、アニメタルレディーは少女アニメ中心である。

## メンバー
- 未唯 - ヴォーカル
- 屍忌蛇 - ギター
- MASAKI_(ベーシスト) - ベース

### ゲスト・ミュージシャン
- 梅澤康博 - ドラムス
- KATSUJI - ドラムス
- SHINKI - ドラムス
- 厚見玲衣 - キーボード
- 清水賢治 - キーボード
- 盛山浩一 - キーボード
- マーティ・フリードマン - ギター

## ディスコグラフィ

### シングル
- アニメタル・レディー参上!（1997年5月21日）
- アニメタル・レディー見参!（1997年8月21日）

### アルバム
- アニメタル・レディー・マラソン（1998年2月21日）
- アニメタル・レディー・マラソンのカラオケ（1998年3月1日）
- アニメタル・レディー・マラソンII/ANIMETAL LADY MARATHON II（2002年4月10日）